# Lussat (Creuse)
Lussat ist eine Gemeinde in Frankreich. Sie gehört zur Region Nouvelle-Aquitaine, zum Département Creuse, zum Arrondissement Aubusson und zum Kanton Évaux-les-Bains.

## Geografie und Infrastruktur
Lussat grenzt im Nordwesten an Bord-Saint-Georges, im Norden an Auge, im Nordosten an Lépaud, im Osten an Chambon-sur-Voueize, im Süden an Tardes, im Südwesten an Saint-Loup und im Westen an Gouzon. Zur Ortschaft gehören die Weiler Badassat, La Bastide, Bazaneix, Besse-Basse, Besse-Mathieu, Blaume, Le Bois-de-Lussat, Boisset, Les Bordes, Le Bouchet, Les Brauilles, Le Buisson, Les Cabosses, Le Ceilloux, Le Cerisier, La Chaux, Chez-Boutet, Chez-Taillat, Le Colombier, Les Coutures, Étang-Girard, Les Farges, Farouille, Feuillauds, Flobourg, Les Fourneaux, Le Genévrier, Haute-Rive, L'Hermite, Lajaumont, Landes, Les Loges, Le Mas-d'en-Bas, Mas-d'en-Haut, Le Montarux, Montfrailloux, La Nouzière, Pontet, Pré-Benoit, Pressigot, Puy-Haut, Riérette, Teillet, Trois-Fétus, Varennes, La Vergnolle, La Viergne, La Viergne-Gomet und Villeranges.
Der Flughafen Montluçon-Gannat Portes d’Auvergne liegt in den Gemeindegemarkungen von Lépaud und Lussat.

## Bevölkerungsentwicklung
| Jahr      | 1962 | 1968 | 1975 | 1982 | 1990 | 1999 | 2008 | 2018 |
| --------- | ---- | ---- | ---- | ---- | ---- | ---- | ---- | ---- |
| Einwohner | 739  | 631  | 525  | 520  | 486  | 428  | 449  | 415  |

## Sehenswürdigkeiten
- Naturpark im Ortsteil Landes
- Schlösser von Lussat und Puy-Haut – ersteres stammt aus dem 19. und letzteres aus dem 18. Jahrhundert

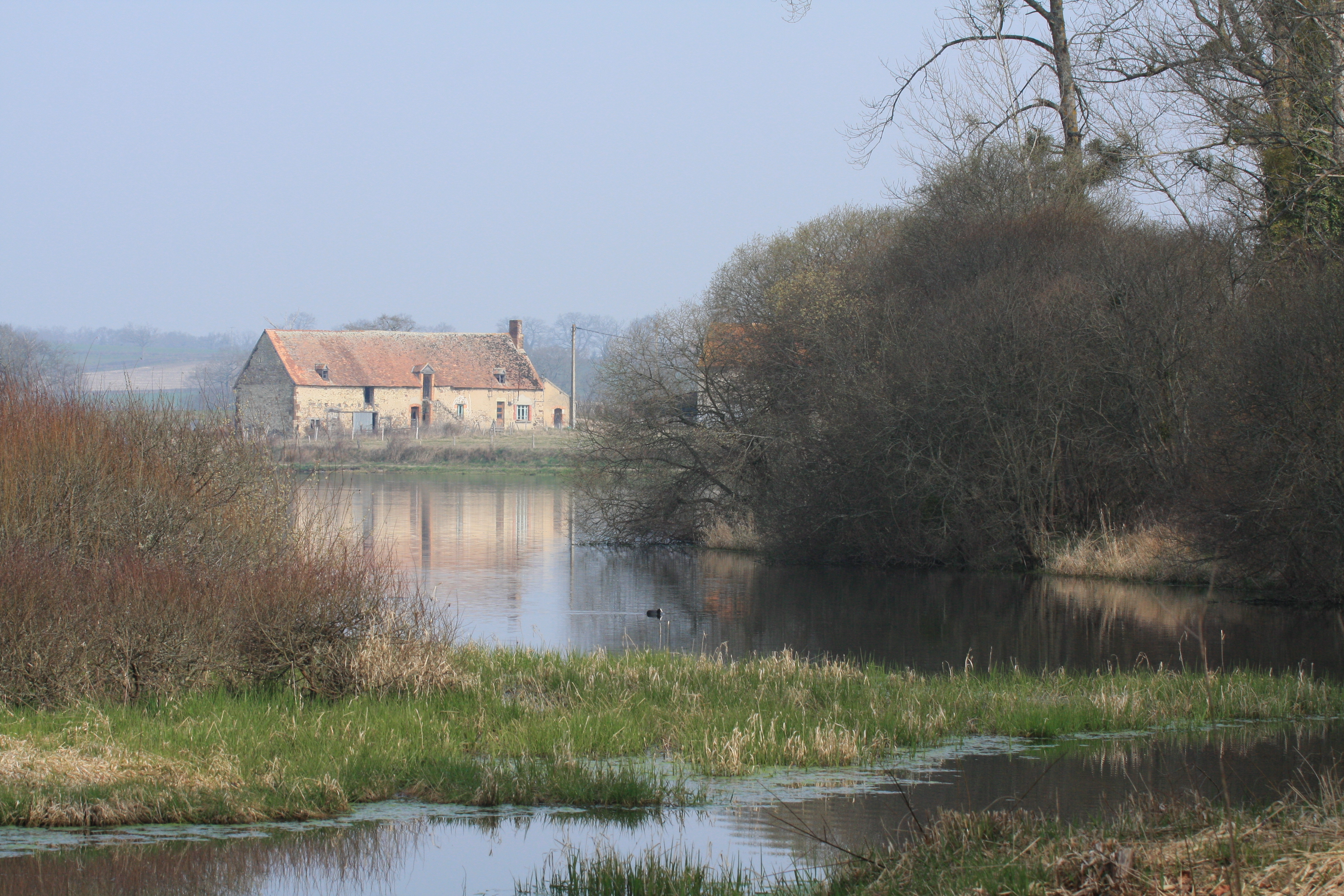
See Étang des Landes